# Phrynobatrachus parvulus
Phrynobatrachus parvulus е вид жаба от семейство Phrynobatrachidae. Видът не е застрашен от изчезване.

## Разпространение
Разпространен е в Ангола, Ботсвана, Демократична република Конго, Замбия, Зимбабве, Малави, Танзания и Уганда.